# Aullène
Aullène település Franciaországban, Corse-du-Sud megyében. Lakosainak száma 183 fő (2022. január 1.). Aullène Olivese, Argiusta-Moriccio, Moca-Croce, Serra-di-Scopamène, Zérubia és Zicavo községekkel határos.

## Népesség
A település népességének változása:
| Lakosok száma | 315  | 176  | 149  | 177  | 184  | 188  | 187  | 187  | 185  | 183  |
|               | 1968 | 1982 | 1990 | 2006 | 2011 | 2016 | 2017 | 2019 | 2020 | 2022 |